# Everett F. Drumright

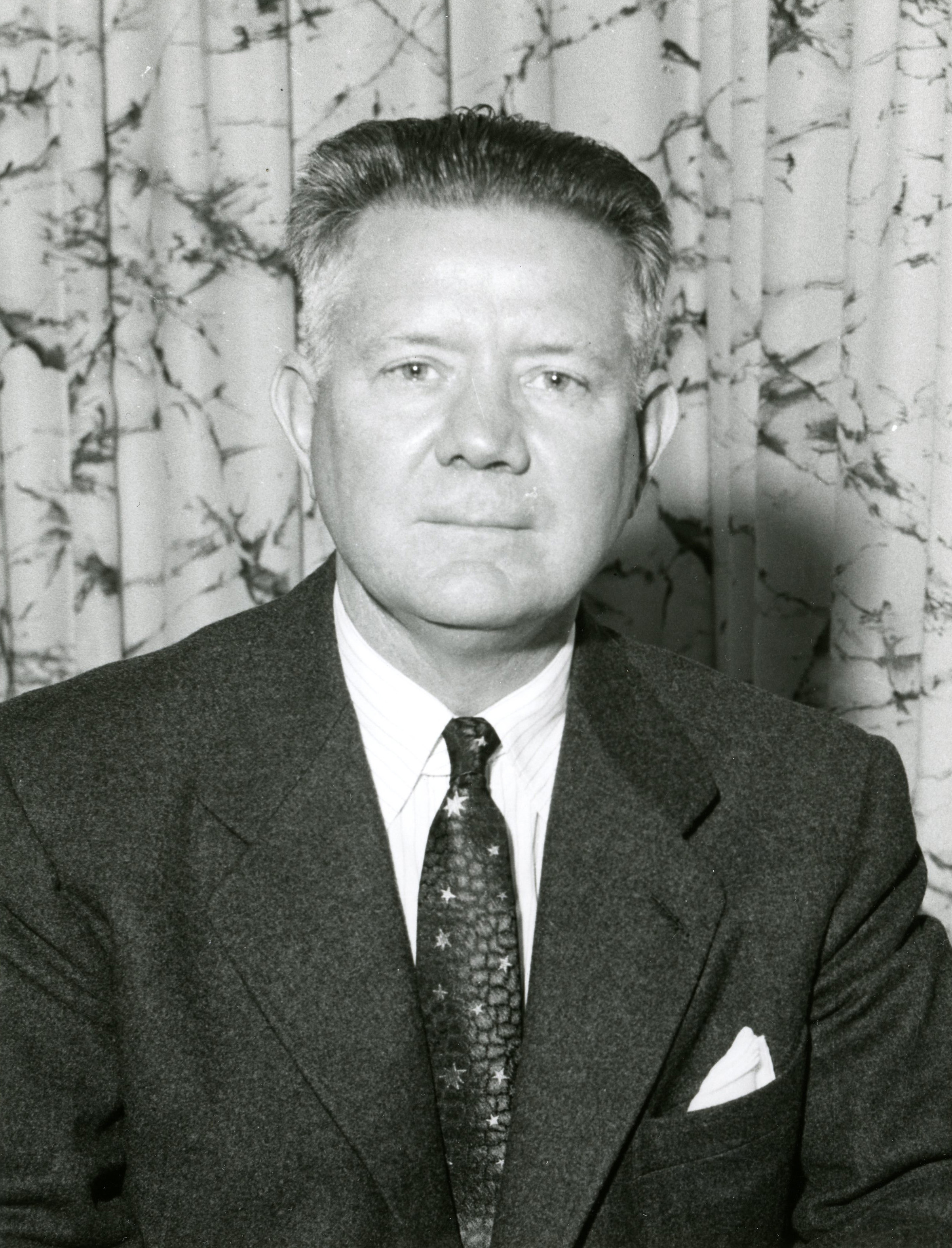
Everett F. Drumright

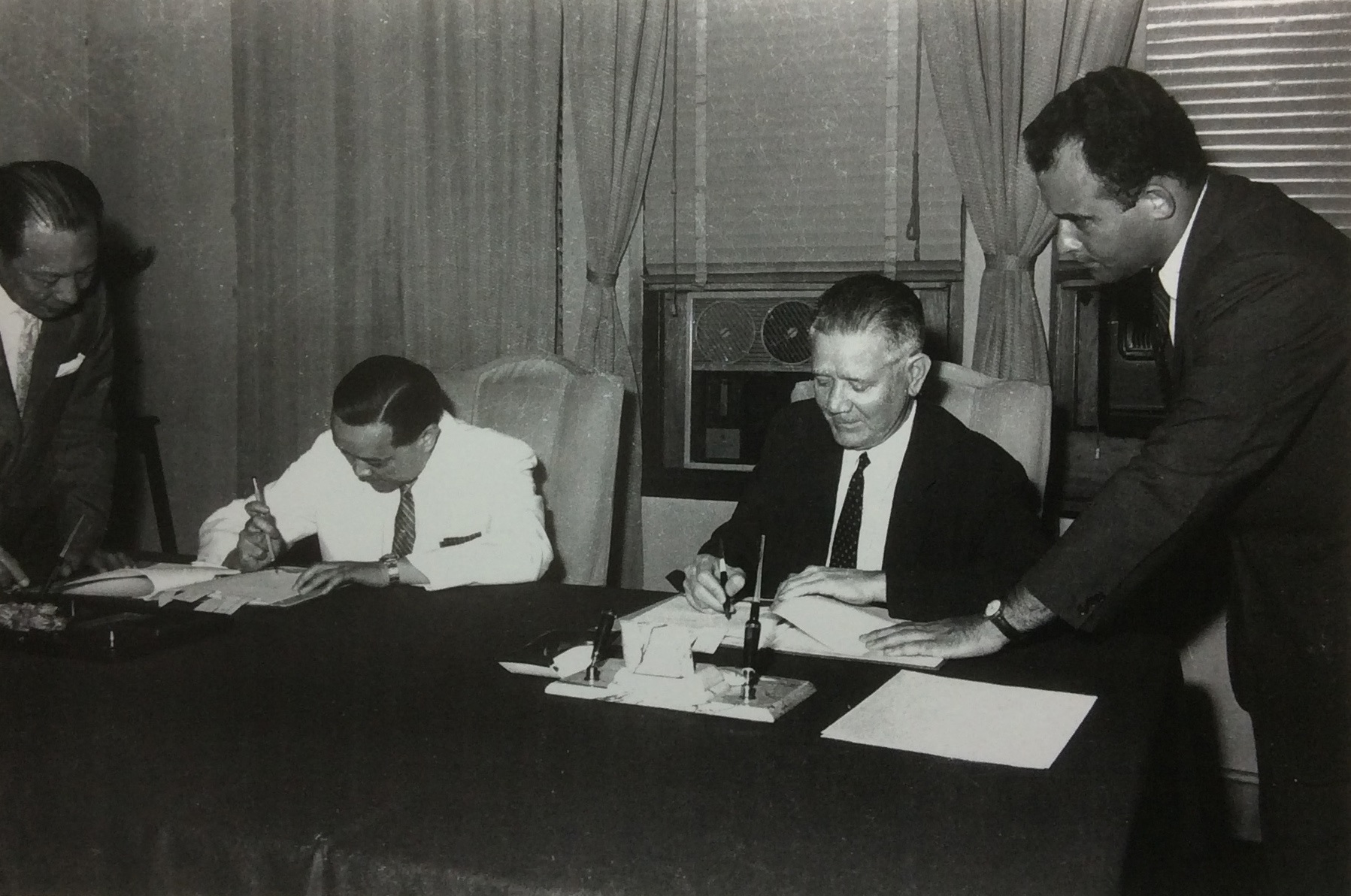
Drumright (rechts) mit dem Außenminister der Republik China Shen Chang-huan bei der Unterzeichnung des Abkommens über überschüssige Agrarrohstoffe.

Everett Francis Drumright (* 15. September 1906 in Drumright, Oklahoma; † 24. April 1993 in Poway, Kalifornien) war ein US-amerikanischer Diplomat, der unter anderem zwischen 1958 und 1962 Botschafter der Vereinigten Staaten in der Republik China war.

## Leben
Everett Francis Drumright, Sohn von Aaron H. Drumright und dessen Ehefrau Mary Gertrude Ryan Drumright, absolvierte ein Studium an der University of Oklahoma, welches er 1929 mit einem Bachelor of Science (BS) beendete. Er trat als Foreign Service Officer in den diplomatischen Dienst des Außenministeriums und fand in den folgenden Jahren zahlreiche Verwendungen im Ministerium sowie an Auslandsvertretungen. Er war zunächst von 1930 bis 1931 Vizekonsul in Ciudad Juárez in Mexiko sowie anschließend in der Republik China nacheinander Vizekonsul zwischen 1931 und 1932 in Hankow, von 1932 bis 1934 in Peiping sowie zwischen 1934 und 1937 in Shanghai. Nachdem er von 1937 bis 1938 Konsul in Hankow war, fungierte er zwischen 1938 und 1941 als Dritter Sekretär an der Botschaft in der Republik China in Nanking sowie im Anschluss von 1942 bis 1945 als Zweiter Sekretär an dieser Botschaft, die nunmehr nach Chungking verlegt wurde.
Nach seiner Rückkehr übernahm Drumright im Außenministerium zwischen 1945 und 1946 den Posten als stellvertretender Leiter des Referats China (Division of Chinese Affairs) und war danach von 1946 bis 1947 Erster Sekretär und Konsul an der Botschaft im Vereinigten Königreich, ehe er zwischen 1947 und 1948 Erster Sekretär und Konsul an der Botschaft in Japan war. Anschließend fungierte er von 1948 bis 1951 als Botschaftsrat an der US-Vertretung in Südkorea, die am 20. April 1949 zur Botschaft erhoben wurde. 1951 wechselte er nach Indien und war dort zunächst bis 1952 Botschaftsrat an der dortigen Botschaft sowie daraufhin zwischen 1952 und 1954 Generalkonsul in Bombay. 1953 kehrte er ins Außenministerium zurück und war bis 1954 stellvertretender Leiter der Unterabteilung Ferner Osten (Deputy Assistant Secretary of State for Far Eastern Affairs) sowie danach von 1954 bis 1958 Generalkonsul in Hongkong.
Zuletzt wurde Everett F. Drumright am 17. Februar 1958 zum Botschafter der Vereinigten Staaten in der Republik China ernannt, wo er am 8. März 1958 als Nachfolger von Karl Rankin seine Akkreditierung übergab. Er verblieb auf diesem Posten bis zum 8. März 1962 und wurde daraufhin von Alan G. Kirk abgelöst.
Drumright heiratete 1953 Florence Teets Drumright.

## Veröffentlichung
- Problems in the Far East, Washington, D.C., 1954